# Halton, West Yorkshire

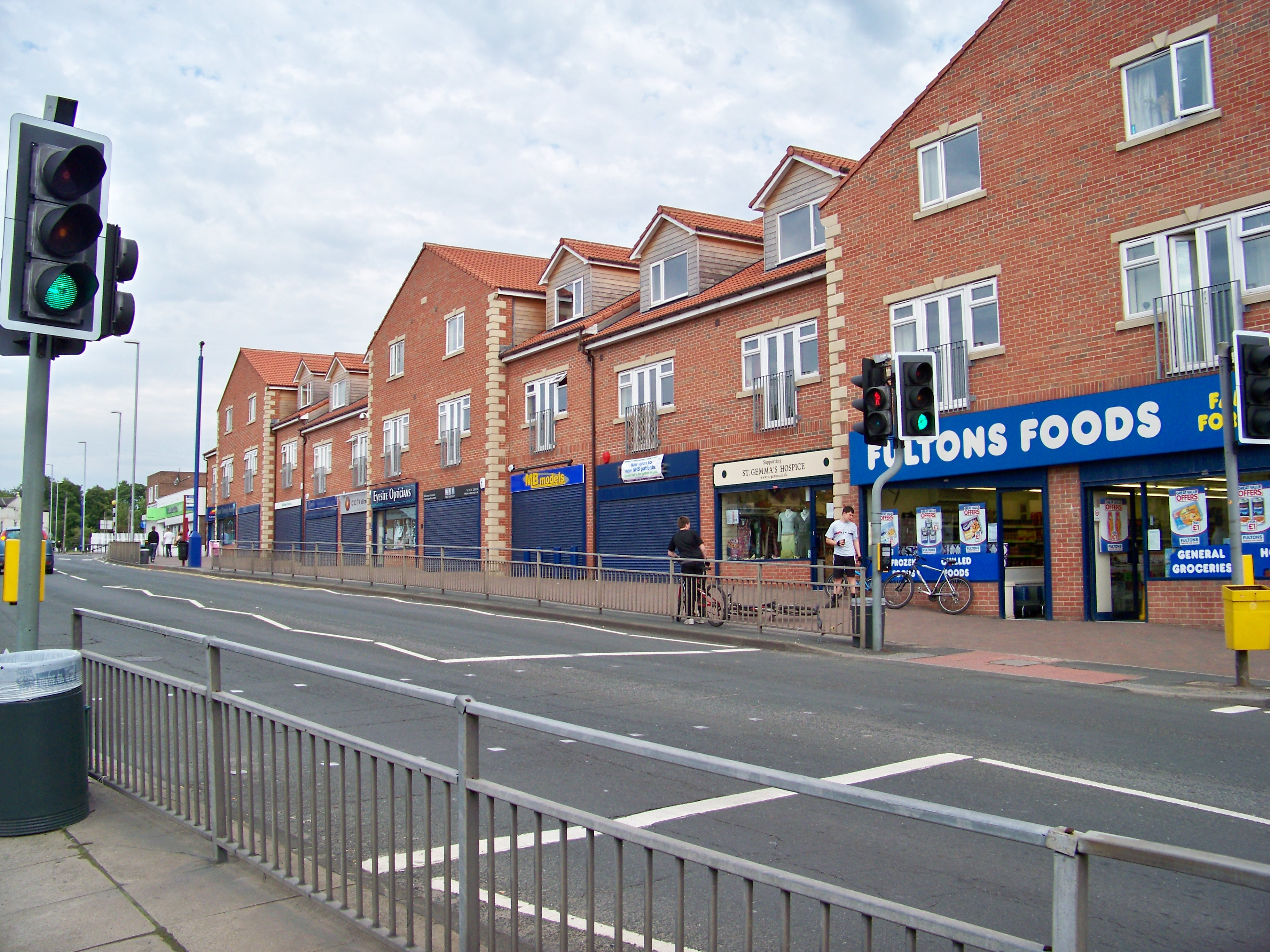
Selby Road, Halton.

Halton är en stadsdel i östra Leeds, Storbritannien med drygt 21 000 invånare. Halton var ursprungligen en by men växte sedan ihop med Leeds. Norr om stadsdelen ligger Cross Gates, till söder Temple Newsam, till väster Halton Moor och österut Colton.